# Mesochernes venezuelanus
Mesochernes venezuelanus är en spindeldjursart som först beskrevs av Luigi Balzan 1892.  Mesochernes venezuelanus ingår i släktet Mesochernes och familjen blindklokrypare. Inga underarter finns listade i Catalogue of Life.